# شعبة تحقيقات القوة
شعبة تحقيقات القوة او شعبة التحقيقات في حوادث الامنية او اف.اي.دي (الانجليزية:Force Investigation Division اختصار FID) هي شعبة تابعة الى قسم شرطة لوس أنجلوس(LAPD)
مسؤولة عن التحقيق في جميع الحوادث التي تنطوي على استخدام الاسلحة المميتة من قبل ضابط شرطة لوس أنجلوس وكذلك جميع استخدامات الاسلحة و القوة التي تؤدي إلى إصابة تتطلب دخول المستشفى. تشمل المسؤولية الاستقصائية لإدارة التحقيقات الفيدرالية أيضًا جميع الوفيات أثناء وجود الشخص الموقوف أو المحتجز في رعاية شرطة لوس أنجلوس
وعمليات إطلاق النار العرضية وكذلك إطلاق النار على الحيوانات وغيرها من التحقيقات وفقًا للتوجيهات.

## مسؤوليات
استخدام القوة المميتة (مثل إطلاق سلاح ناري) من قبل موظف اقسام الامنية
جميع حالات الوفاة أثناء وجود المعتقل أو المحتجز في رعاية شرطة لوس أنجلوس
أي حادث استخدام للقوة أدى إلى الوفاة
أي حادث استخدام للقوة نتج عنه إصابة تتطلب دخول المستشفى
جميع ضربات الرأس بسلاح تصادم (مثل عصا ، مصباح يدوي ، إلخ
أي حادثة يتعرض فيها فرد من الجمهور للعض من قبل كلب شرطة لوس أنجلوس ، ويلزم دخول المستشفى
إطلاق سلاح ناري عرضيًا
إطلاق نار على الحيوانات
الحوادث التي وافقت فيها شرطة لوس أنجلوس على إجراء تحقيقات مماثلة في الحوادث الخطيرة لكيان غير تابع للإدارة مثل حادثة إطلاق النار التكتيكية الخاصة بوحدة الحرائق في لوس أنجلوس
أي تحقيق خاص حسب توجيهات ضابط مكتب المعايير المهنية

## التنظيم
يتم تنظيم FID في ثلاثة أقسام التحقيق بالإضافة إلى ذلك ، يوفر قسم إداري يضم وحدة مشاريع خاصة المراجعة الإدارية اللازمة والرقابة والامتثال للمشاريع ذات الصلة والاستفسارات والتدقيق.
قسم التحقيق أ
قسم التحقيق ب
قسم التحقيق ج
القسم الاداري
يرأس كل قسم الضابط المسؤول (الملازم الثاني) والمسؤول المساعد المسؤول (المحقق الثالث) ، ويعمل به العديد من المحققين. على عكس أقسام التحقيق العادية في شرطة لوس أنجلوس ، فإن جميع محققي FID هم مشرفون محققون أو رقيب (أي المحقق الثاني ، المحقق الثالث ، الرقيب الأول ، أو الرقيب الثاني).

## انظر ايضا
مكتب التحقيقات الفيدرالي
وكالة المخابرات المركزية
وكالة الأمن القومي الأمريكية